# Voz y sentimiento
Voz y sentimiento es el octavo álbum en total y el quinto con Ariola de la cantante mexicano-estadounidense Marisela grabado en 1998.
Después de su gran regreso con Borrón y cuenta nueva, dos años después, Voz y sentimiento se materializaría, este álbum incluye dos canciones escritas por Marisela: "Escríbeme" y "Decídete", la cual fue un éxito, otra canción muy conocida del disco es "Crazy" o "Loca" de Willie Nelson, una canción estilo balada country versionada por Marisela al castellano, aunque también la interpretó en inglés, además, cabe destacar la canción "Quizás mañana" de la autoría de Juan Gabriel. "Ya lo pagarás" es una canción tipo bolero escrita por José Aguiñada, y "Vuelve" es una canción con estilo norteño escrita por Blanca Estela Zurita.

## Lista de canciones
1. Loca (Crazy) 3:26 (Willie Nelson)
2. Ya lo pagarás 3:16 (José Aguiñada)
3. Escríbeme 3:58 (Marisela)
4. Vuelve 3:08 (Blanca Estela Zurita)
5. Vete con Dios 3:26 (José Manuel Lozano)
6. Y a poco no 2:54 (Blanca Estela Zurita)
7. Quizás mañana 4:56 (Juan Gabriel)
8. Por tus mentiras 3:48 (Ángel Castelo, Lenin García)
9. Fácil es perdonar 3:58 (Enrique Aguilar Jr.)
10. Decídete 3:55 (Marisela)
11. Crazy 3:26 (Willie Nelson)

- Datos: Q6164909